# حسين أباد صداقت (تكاب)
حسين أباد صداقت (بالفارسية: حسین‌آباد صداقت) هي قرية تقع في إيران في Takab Rural District. يقدر عدد سكانها بـ 64 نسمة .